# IC 4273
IC 4273 ist eine linsenförmige Galaxie vom Hubble-Typ S0? im Sternbild Wasserschlange. Sie ist schätzungsweise 573 Millionen Lichtjahre von der Milchstraße entfernt.

Im selben Himmelsareal befindet sich u. a. die Galaxie PGC 736502.
Das Objekt wurde am 4. Mai 1904 von Royal Harwood Frost entdeckt.